# Yuliana Fedak

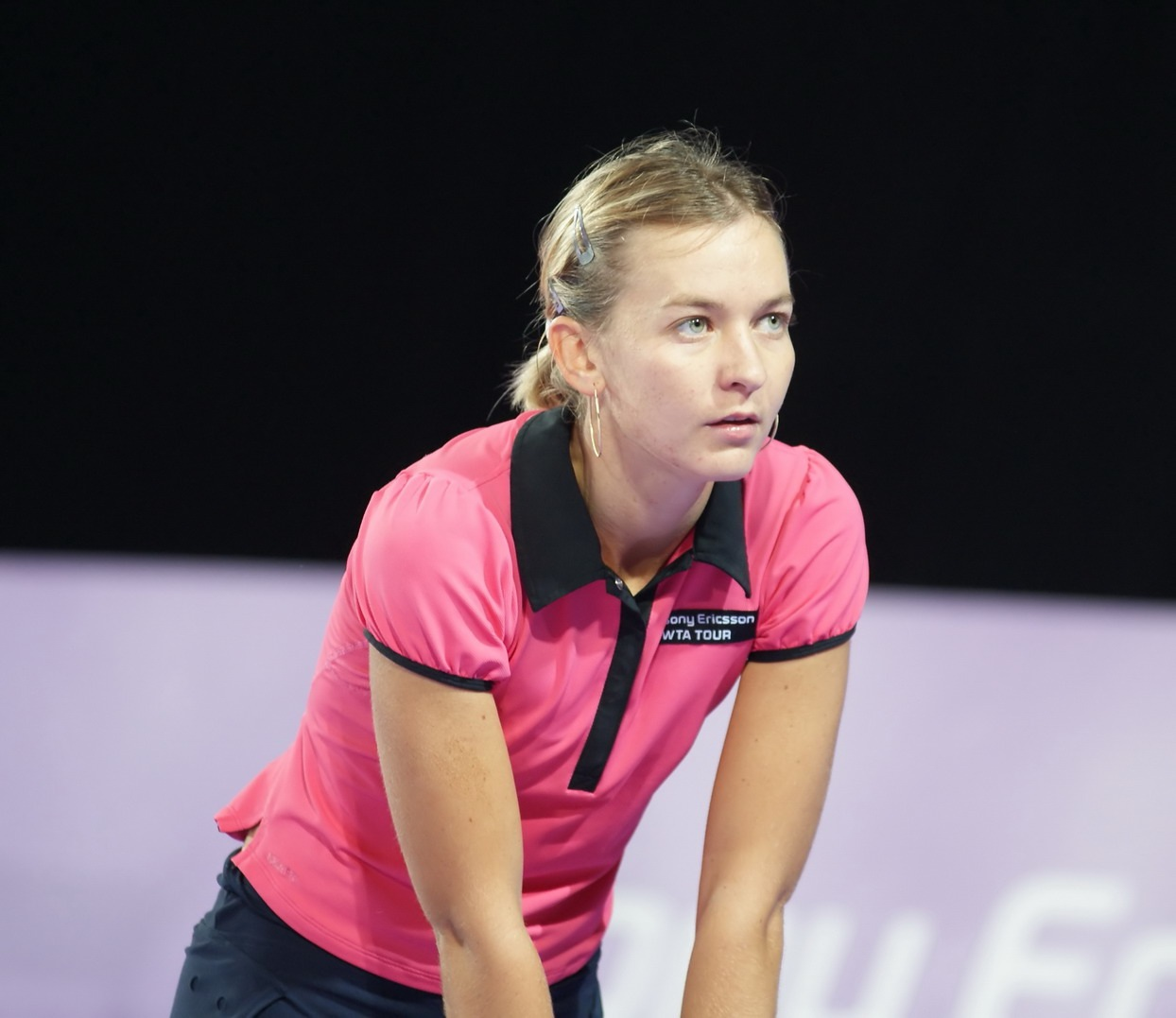
Yuliana Fedak

Yuliana Fedak (Ucraniano: Юліана Леонідівна Федак:Nova Kakhovka, 8 de Junho de 1983) é uma tenista profissional ucraniana, seu melhor ranking de N.63 em simples e 34 em duplas pela WTA.